# Challenger de Blois 2022
El torneo Internationaux de Tennis de Blois 2022 fue un torneo de tenis perteneció al ATP Challenger Tour 2022 en la categoría Challenger 80. Se trató de la 8ª edición; el torneo tuvo lugar en la ciudad de Blois (Francia), desde el 13 de junio hasta el 19 de junio de 2022 sobre pista de tierra batida al aire libre.

## Jugadores participantes del cuadro de individuales
| Favorito | País                       | Jugador              | Rank1 | Posición en el torneo |
| -------- | -------------------------- | -------------------- | ----- | --------------------- |
| 1        | Bandera de República Checa | Zdeněk Kolář         | 117   | Primera ronda         |
| 2        | Bandera de Francia         | Corentin Moutet      | 128   | Primera ronda         |
| 3        | Bandera de Argentina       | Camilo Ugo Carabelli | 137   | Segunda ronda         |
| 4        | Bandera de Argentina       | Pedro Cachín         | 142   | Primera ronda         |
| 5        | Bandera de República Checa | Vít Kopřiva          | 146   | Semifinales           |
| 6        | Bandera de Austria         | Dennis Novak         | 154   | Segunda ronda         |
| 7        | Bandera de Serbia          | Nikola Milojević     | 164   | FINAL                 |
| 8        | Bandera de Croacia         | Nino Serdarušić      | 183   | Segunda ronda         |

- 1 Se ha tomado en cuenta el ranking del 6 de junio de 2022.

### Otros participantes
Los siguientes jugadores recibieron una invitación (wild card), por lo tanto ingresan directamente al cuadro principal (WC):
- Térence Atmane
- Arthur Fils
- Corentin Moutet

Los siguientes jugadores ingresan al cuadro principal tras disputar el cuadro clasificatorio (Q):
- Gabriel Décamps
- Evgeny Karlovskiy
- Shintaro Mochizuki
- Alex Rybakov
- Nikolás Sánchez Izquierdo
- Luca Van Assche

## Campeones

### Individual Masculino
- Alexandre Müller derrotó en la final a  Nikola Milojević, 7–6(3), 6–1

### Dobles Masculino
- Sriram Balaji /  Jeevan Nedunchezhiyan derrotaron en la final a  Romain Arneodo /  Jonathan Eysseric, 6–4, 6–7(3), [10–7]